# La Liga de 2005–06
A La Liga de 2005–06 foi a 75º edição da Primeira Divisão da Espanha de futebol. Com 20 participantes, o campeão foi o FC Barcelona.

## Tabela de classificação
| Pos | Equipe              | Pts | J  | V  | E  | D  | GP | GC | SG  | Classificação ou descenso                                                           |
| --- | ------------------- | --- | -- | -- | -- | -- | -- | -- | --- | ----------------------------------------------------------------------------------- |
| 1   | Barcelona (C)       | 82  | 38 | 25 | 7  | 6  | 80 | 35 | +45 | Qualificação para Liga dos Campeões da UEFA de 2006–07                              |
| 2   | Real Madrid         | 70  | 38 | 20 | 10 | 8  | 70 | 40 | +30 | Qualificação para Liga dos Campeões da UEFA de 2006–07                              |
| 3   | Valencia            | 69  | 38 | 19 | 12 | 7  | 58 | 33 | +25 | Qualificação para terceira pré-eliminatória da Liga dos Campeões da UEFA de 2006–07 |
| 4   | Osasuna             | 68  | 38 | 21 | 5  | 12 | 49 | 43 | +6  | Qualificação para terceira pré-eliminatória da Liga dos Campeões da UEFA de 2006–07 |
| 5   | Sevilla             | 68  | 38 | 20 | 8  | 10 | 54 | 39 | +15 | Qualificação para primeira eliminatória da Copa da UEFA de 2006–07                  |
| 6   | Celta de Vigo       | 64  | 38 | 20 | 4  | 14 | 45 | 33 | +12 | Qualificação para primeira eliminatória da Copa da UEFA de 2006–07                  |
| 7   | Villarreal          | 57  | 38 | 14 | 15 | 9  | 50 | 39 | +11 | Qualificação para terceira eliminatória da Copa Intertoto da UEFA de 2006           |
| 8   | Deportivo La Coruña | 55  | 38 | 15 | 10 | 13 | 47 | 45 | +2  |                                                                                     |
| 9   | Getafe              | 54  | 38 | 15 | 9  | 14 | 54 | 49 | +5  |                                                                                     |
| 10  | Atlético Madrid     | 52  | 38 | 13 | 13 | 12 | 45 | 37 | +8  |                                                                                     |
| 11  | Zaragoza            | 46  | 38 | 10 | 16 | 12 | 46 | 51 | −5  |                                                                                     |
| 12  | Athletic Bilbao     | 45  | 38 | 11 | 12 | 15 | 40 | 46 | −6  |                                                                                     |
| 13  | Mallorca            | 43  | 38 | 10 | 13 | 15 | 37 | 51 | −14 |                                                                                     |
| 14  | Betis               | 42  | 38 | 10 | 12 | 16 | 34 | 51 | −17 |                                                                                     |
| 15  | Espanyol            | 41  | 38 | 10 | 11 | 17 | 36 | 56 | −20 | Qualificação para primeira eliminatória da Copa UEFA                                |
| 16  | Real Sociedad       | 40  | 38 | 11 | 7  | 20 | 48 | 65 | −17 |                                                                                     |
| 17  | Racing Santander    | 40  | 38 | 9  | 13 | 16 | 36 | 49 | −13 |                                                                                     |
| 18  | Alavés (R)          | 39  | 38 | 9  | 12 | 17 | 35 | 54 | −19 | Rebaixados para Segunda Divisão                                                     |
| 19  | Cádiz (R)           | 36  | 38 | 8  | 12 | 18 | 36 | 52 | −16 | Rebaixados para Segunda Divisão                                                     |
| 20  | Málaga (R)          | 24  | 38 | 5  | 9  | 24 | 36 | 68 | −32 | Rebaixados para Segunda Divisão                                                     |

1. 1 2  OSA 1–0 SEV; SEV 0–1 OSA
2. ↑  Espanyol entrou como vencedor da Copa del Rey 2005–06.
3. 1 2  RAC 2–2 RSO; RSO 1–0 RAC